# Ăn côn trùng

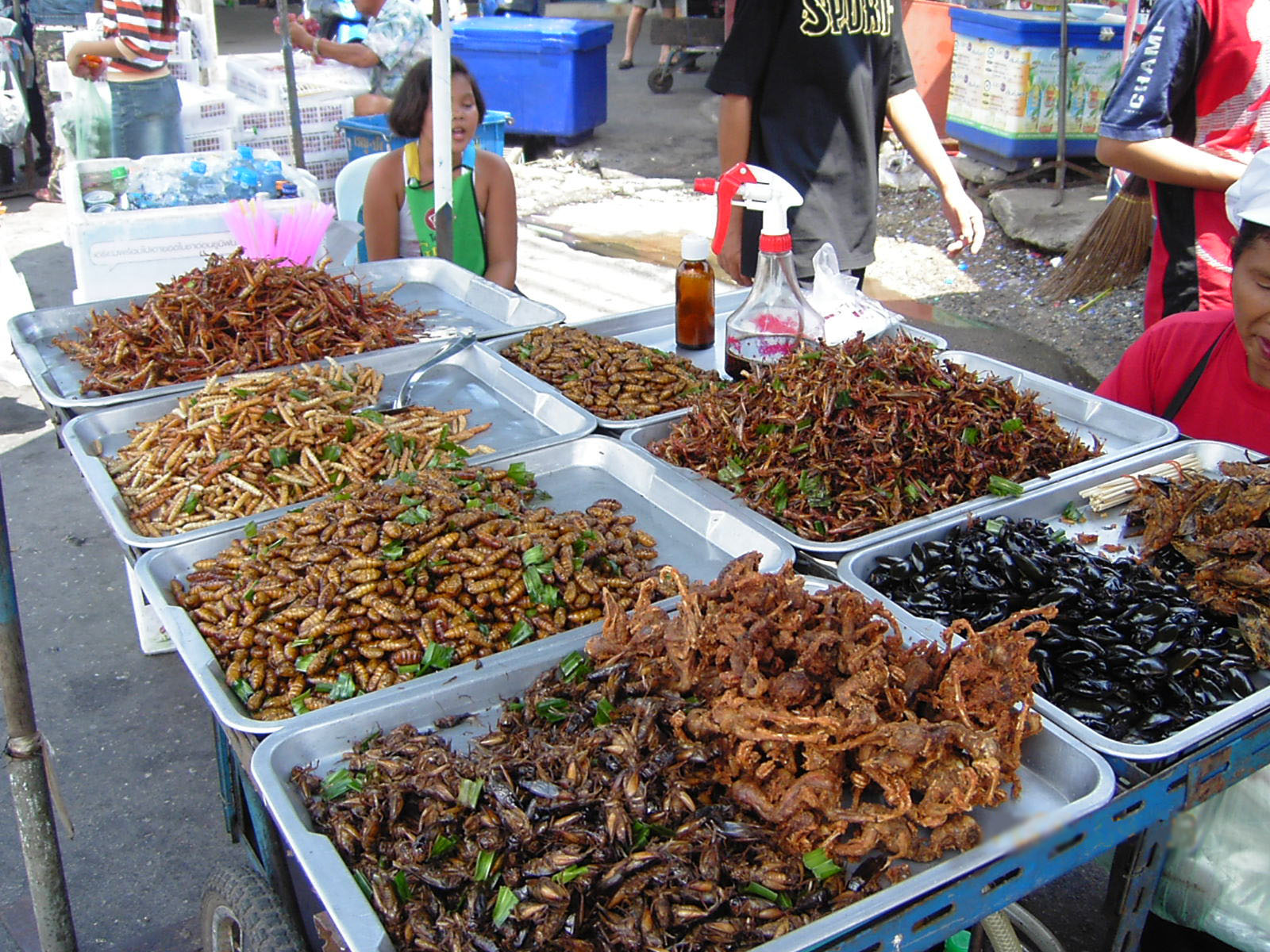
Côn trùng chiên được bán tại một gian hàng ở Bangkok (Thái Lan).

Ăn côn trùng là việc ăn uống, tiêu thụ côn trùng như thực phẩm của con người. Trên thực tế, côn trùng bị tiêu diệt và ăn thịt bởi nhiều loài động vật hoặc một số loài thực vật ăn thịt lấy chất dinh dưỡng từ côn trùng, nhưng thuật ngữ này thường được dùng để chỉ về việc tiêu thụ côn trùng của con người. Một số loài côn trùng phổ biến hơn và nhện ăn trên thế giới bao gồm dế, ve sầu, châu chấu, kiến, ấu trùng bọ cánh cứng, ấu trùng các loài sâu bướm, nhộng. Thuật ngữ ăn côn trùng đôi khi được hiểu theo nghĩa rộng bao gồm việc thực hành ăn động vật chân đốt không phải là côn trùng, chẳng hạn như loài nhện, rết, bò cạp.

## Tổng quan

### Lịch sử

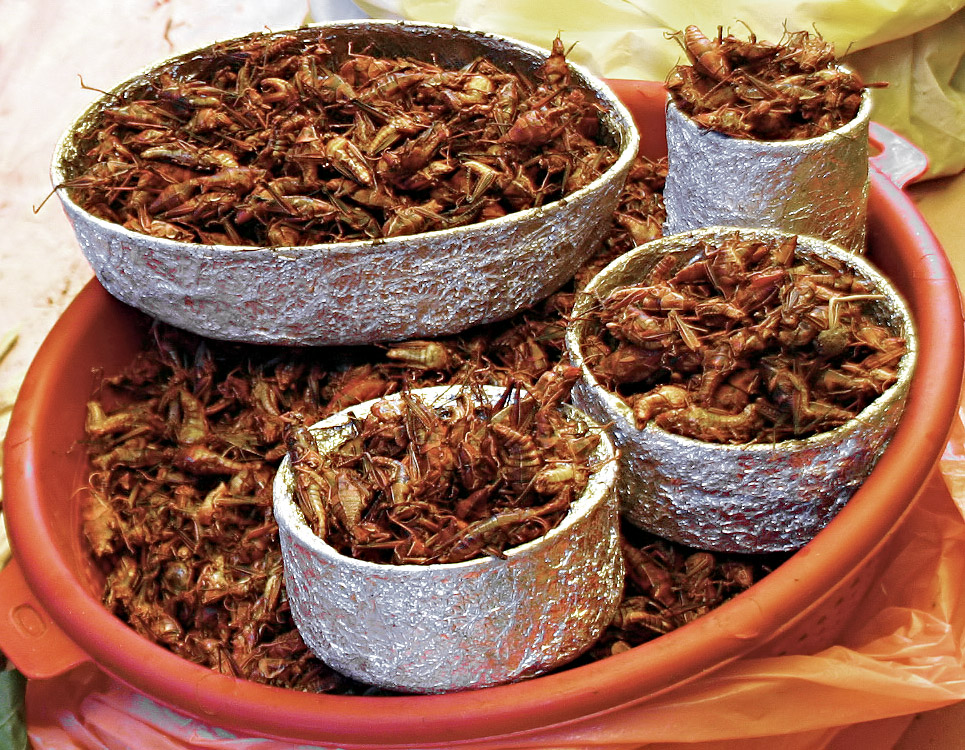
Bày bán côn trùng (Châu chấu Chapulines)

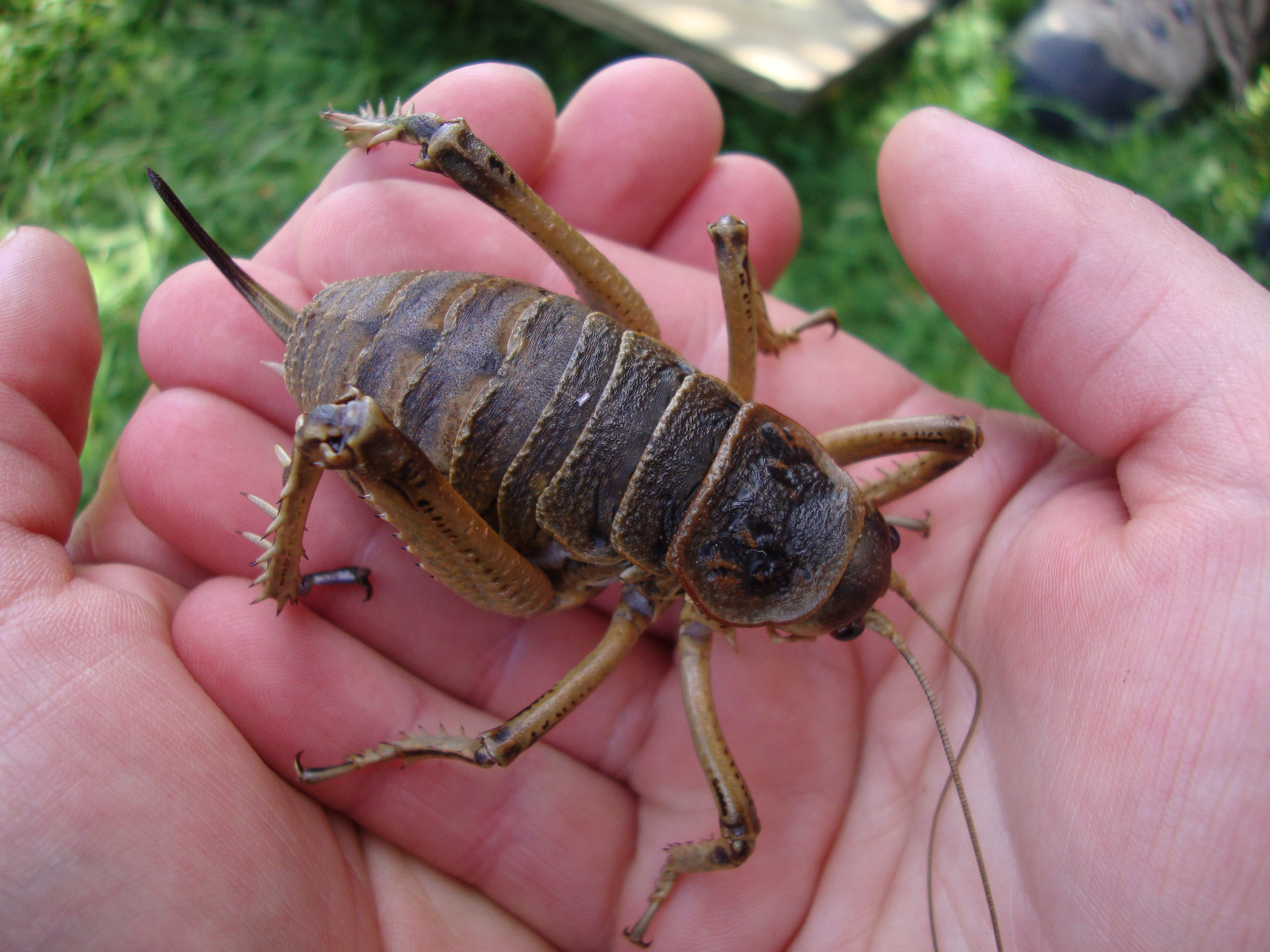
Một loài châu chấu có kích thước lớn, một số loại châu chấu được coi là loài giàu chất dinh dưỡng

Thói quen ăn côn trùng đã có từ rất lâu trong lịch sử và hiện tại có khoảng 2 tỷ người trên thế giới đang ăn côn trùng. Ăn côn trùng của con người là phổ biến ở các nền văn hóa trong nơi trên thế giới, chẳng hạn như miền Bắc, Trung và Nam Mỹ và châu Phi, châu Á, đặc biệt là vùng Đông Nam Á, ở Úc và New Zealand. Hơn 1.000 loài côn trùng được biết là được ăn trong 80% các quốc gia trên thế giới, Khoản gần một nghìn loài côn trùng có thể ăn được, từ những loài nhỏ như châu chấu cho đến trứng ruồi.Tuy nhiên, trong một số xã hội ăn côn trùng là không phổ biến hoặc thậm chí cấm kỵ.
Hiện nay, việc tiêu thụ côn trùng ăn là khá hiếm trong các nước phát triển, ở các nước phương Tây nhất là cảm giác ghê sợ côn trùng của người dân các nước phương Tây vẫn là một rào cản đối với nỗ lực biến côn trùng thành thực phẩm nhưng côn trùng vẫn là một thực phẩm phổ biến ở nhiều nước đang phát triển của châu Mỹ La tinh, châu Phi, châu Á và châu Đại Dương và là đặc sản ở nhiều quốc gia ở vùng này.
Một dự báo năm 2012 cho biết, loài sâu gạo sẽ nhanh chóng thay thế các loại thực phẩm khác để trở thành nguồn cung protein chính cho loài người trong tương lai. Việc nuôi sâu gạo chỉ chiếm 10% diện tích đất so với nuôi bò, 30% diện tích dành cho việc chăn nuôi lợn, 40% diện tích dành nuôi gà, trong khi mức cung cấp chất đạm của loài sâu này lại cao tương đương với các loại thực phẩm kể trên.
Năm 2013, Liên Hợp Quốc ra lời kêu gọi ăn côn trùng để chống lại nạn đói và hiện tượng ấm lên toàn cầu. kêu gọi các nhà hàng, đầu bếp và các tác giả viết về ẩm thực tăng cường tuyên truyền thói quen ăn côn trùng.

### Ưu thế
Côn trùng có ở khắp mọi nơi và chúng sinh sôi rất nhanh, nhưng chúng có mức độ ảnh hưởng môi trường tương đối thấp việc nuôi và tiêu thụ các loại côn trùng ăn được mang lại nguồn lợi không nhỏ. Ngoài ra, côn trùng cung cấp hàm lượng dinh dưỡng và protein cao so với thịt và cá. Côn trùng có thể được sử dụng như một loại thực phẩm bổ sung dành cho trẻ em suy dinh dưỡng. Bởi vì chúng có hàm lượng protein cao cũng như rất giàu các vi chất đồng, sắt, magnesi, mangan, phosphor, selen và kẽm Chính vì côn trùng là loại thức ăn giàu dinh dưỡng do chứa nhiều protein, chất béo và chất khoáng. Nhộng ong, bọ xít, nhộng tằm, châu chấu, dế mèn, cà cuống, bọ cạp và nhiều loài côn trùng khác là thực phẩm khá phổ biến tại các nước đang phát triển.
Đặc biệt là bò cạp còn có thể chế biến thành nhiều món ăn khác nhau... Tuy nhiên có một số loài có độc mạnh không thể ăn được nên cẩn thận đề phòng trước khi ăn thịt bò cạp phải chắc chắn là nó không có độc. Nên làm ăn sau khi mấy ngày bắt về, rửa sạch các chất độc và sau khi chín bỏ thêm hương vị tuy theo sở thích mỗi người, nhiều người nghĩ bụng của bò cạp là ngon nhất. Món bò cạp đa số được bán ở các vùng. Bò cạp hiện có bán tại một số nơi với giá 30.000 đồng cho 10 con. Vì môi trường thay đổi nên một số loài bọ cạp đang có nguy cơ bị tuyệt chủng và có thể ảnh hưởng tới nền nông nghiệp vì bọ cạp là loài ăn các loài côn trùng có hại cho nông sản.
Ngoài ra, Ăn côn trùng có thể giúp não người tiến hóa, với chế độ ăn thanh đạm như kiến, ốc sên và bọ có thể kích thích sự phát triển não bộ, đảm nhiệm các chức năng nhận thức cao hơn ở người tiền sử và các loài linh trưởng khác, việc phải ăn côn trùng khi nguồn thực phẩm khan hiếm có thể đóng góp vào quá trình tiến hóa nhận thức của loài hominid và thiết lập nền tảng cho việc sử dụng công cụ hiện đại ở loài người. nhiều nhóm dân số trên thế giới thường ăn côn trùng theo mùa và cho rằng thói quen này đóng vai trò chủ chốt trong quá trình tiến hóa ở người.

## Khuyến cáo
Nếu không biết cách chế biến hoặc ngâm rượu uống thì sẽ rất nguy hiểm. Ví dụ như loài bọ cạp có nọc độc, bọ xít, ong vò vẽ… Bởi nếu không biết cách loại bỏ độc tố thì dễ rước họa vào thân, không khéo còn thiệt mạng. khi bắt côn trùng để chế biến thành thực phẩm thì không được dùng thuốc hoặc các loại hóa chất độc hại, đặc biệt đối với những loài thiên địch có lợi cho đồng ruộng, các loài côn trùng quý hiếm vừa dùng làm thực phẩm vừa dùng làm thuốc. Dù là thực phẩm giàu dinh dưỡng, nhưng không phải loại côn trùng nào cũng ăn được, nên cần phải dùng những loại côn trùng theo khuyến cáo.

## Một số loài

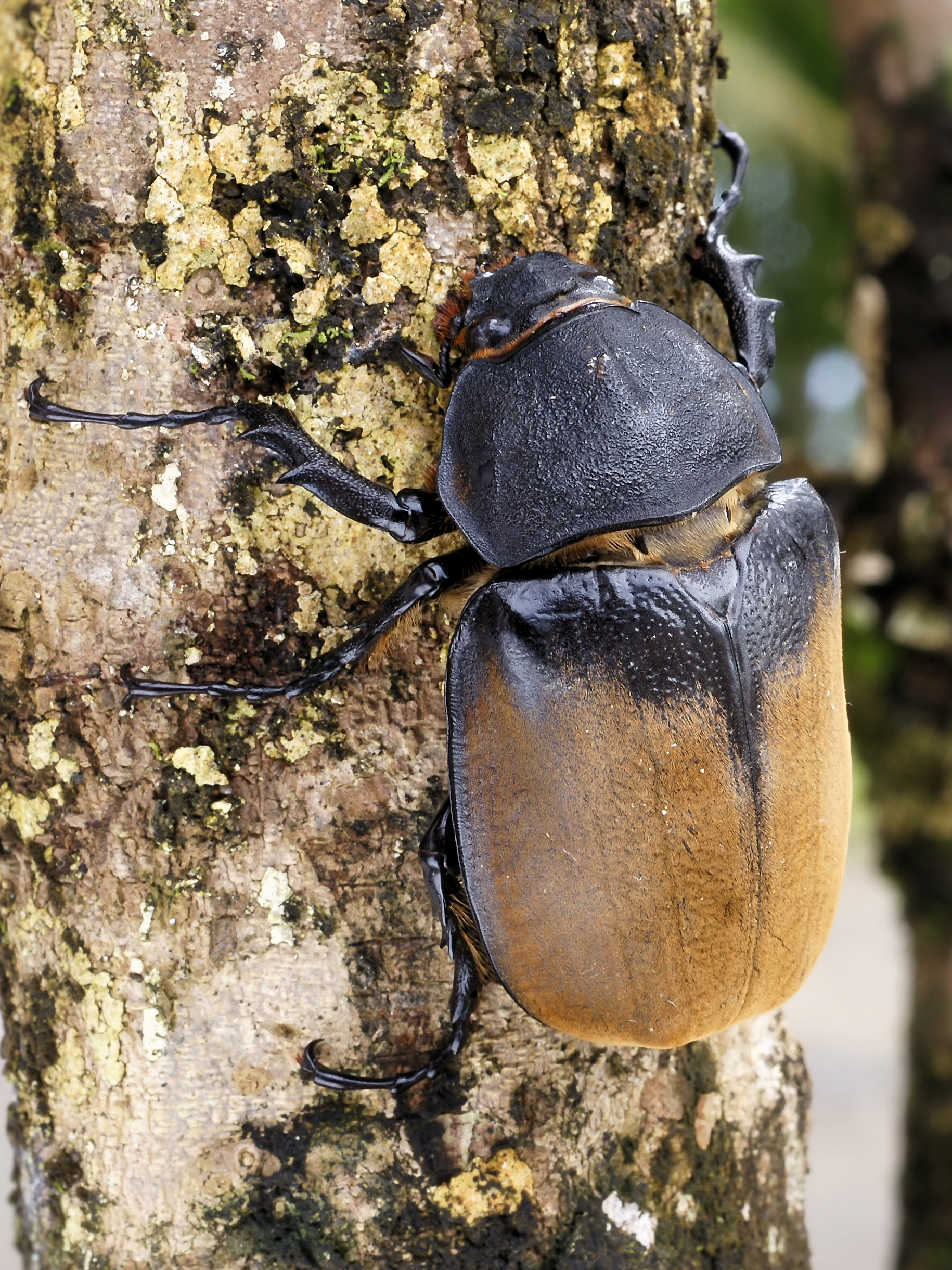
Một con bọ cánh cứng Dynastes hercules

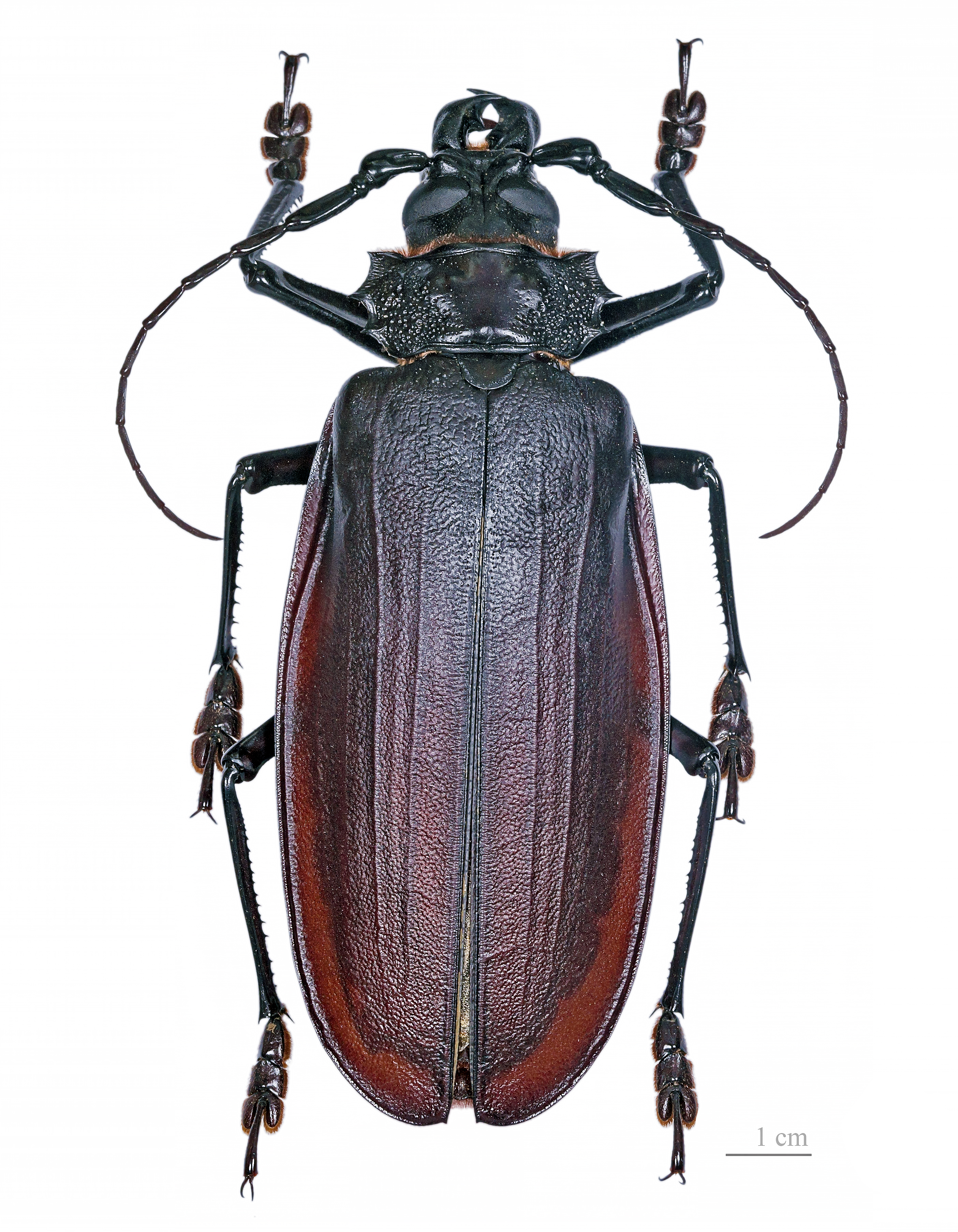
Một con bọ Titanus giganteus

- Ấu trùng Witchetty: Những thổ dân ở Australia xem ấu trùng Witchetty là nguồn thức ăn chủ yếu. Khi ăn sống, ấu trùng có vị như hạt điều; còn khi được nướng qua bằng than, da của chúng trở nên giòn, thơm giống như thịt gà rán. Hơn thế, ấu trùng Witchetty rất giàu Axit Oleic, một chất béo không bão hòa đơn Omega-9 rất có lợi cho sức khỏe. Nhiều người nhầm nhiều loài bướm là hình dạng trưởng thành của ấu trùng Witchetty, thực sự thì loài ấu trùng là một dạng phát triển của loại bướm Cossid(Endoxyla leucomochla). Ấu trùng này được thu hoạch ở dưới đất vì những ấu trùng này ăn chất dinh dưỡng ở rễ các cây khuynh diệp và keo trắng.
- Sâu bướm Mopane: Là giai đoạn ấu trùng của sâu bướm hoàng đế (Gonimbrasia belina) được tìm thấy chủ yếu ở miền Nam châu Phi. Sâu bướm Mopane là nguồn cung cấp protein quan trọng cho hàng triệu người dân bản địa Nam Phi. Hàng năm, việc thu hoạch sâu bướm Mopane được coi là một ngành công nghiệp triệu đô, đem lại thu nhập đều đặn cho phụ nữ và trẻ em. Sâu bướm Mopane thường được đun sôi trong nước muối sau đó đem phơi khô. Sâu bướm thành phẩm có thể được sử dụng trong vài tháng mà không cần bảo quản lạnh và là nguồn cung cấp dinh dưỡng quan trọng cho người dân. Hàm lượng dinh dưỡng mà sâu bướm Monape cung cấp còn cao hơn thịt bò. Một gói sâu bướm Monape 100g cung cấp 31 mg sắt, trong khi đó 100g thịt bò khô chỉ cung cấp 6 mg sắt. Ngoài ra, sâu bướm Monape còn là một nguồn cung cấp đáng kể các chất kali, natri, calci, phosphor, magnesi, kẽm, mangan, đồng.
- Con đuông Đuông dừa là ấu trùng của con bù rầy (bọ rầy), là một loài sâu sống trong thân cây dừa, trà là tại Việt Nam, được coi là đặc sản Nam Bộ, con đuông có thể được chế biến theo nhiều cách khác nhau như nước lửa than, rán bột, cuốn lá cải... món đuông chà là tẩm nước mắm, còn gọi là "đuông lội sông". Trong món ăn này, những con đuông béo mẫm còn sống sẽ được thả vào bát nước mắm và vùng vẫy trong đó. Thực khách sẽ gắp từng con, cho vào miệng nhai và cảm nhận hượng vị mềm, bùi, ngọt.
- Mối: Ăn mối phổ biến đối với người dân Nam Mỹ và châu Phi sau đây, tận dụng chất dinh dưỡng của loài côn trùng này bằng cách chiên, phơi khô hoặc hấp trong lá chuối. Mối chứa đến 38% protein, một loài mối đặc biệt ở Venezuela với tên khoa học Syntermes aculeosus còn có thể chứa 64% protein. Ngoài ra, mối cũng rất giàu sắt, calci, axit béo thiết yếu và các amino acid như tryptophan.
- Ấu trùng bướm đêm: Là món ăn ưa thích của thổ dân Úc, ấu trùng bướm đêm mang nhiều chất dinh dưỡng đặc biệt. Khi ăn sống, ấu trùng bướm đêm có vị như hạnh nhân, còn khi nướng trong than nóng, ấu trùng bướm đêm có vị như thịt gà nướng. Theo các nhà khoa học, ấu trùng bướm đêm chứa nhiều các axit oleic với chất béo không bão hòa đơn Omega – 9. Mặc dù có nhiều loài ấu trùng bướm đêm khác nhau nhưng theo nhiều người, ấu trùng của loài sâu bướm Endoxyla leucomochla là tốt nhất. Các ấu trùng này được người dân thu hoạch từ dưới lòng đất, nơi chúng sống nhờ vào rễ của cây bạch đàn và cây keo đen.
- Châu chấu Chapulines: Là một loài châu chấu thuộc chi Sphenarium và được dùng làm thức ăn rộng rãi trên toàn miền Nam Mexico. Châu chấu ở đây thường được rang với tỏi, nước cốt chanh, muối hoặc với bột ớt khô. Loài châu chấu được xác định chứa đến 70% protein. Việc thu hoạch châu chấu làm thực phẩm là một biện pháp hữu hiệu để thay thế việc phun thuốc trừ sâu trên các cánh đồng. Điều này không chỉ loại bỏ được những nguy hiểm đến môi trường do thuốc trừ sâu gây ra mà còn cung cấp cho người dân địa. châu chấu sữa béo ngậy. Châu chấu có mùi vị bùi bùi nửa giống dế mèn chiên giòn, nửa giống tép rang. Rang khô với lá chanh và sả, mêm ít nước mắm cho đến khi vàng ươm. Vị châu chấu rang bùi bùi, thơm thơm, giò phương nguồn dinh dưỡng và thu nhập cao từ việc bán châu chấu.
- Ve sầu: Là loài côn trùng rất quen thuộc của mùa hè cũng là một món ăn khoái khẩu ở vùng quê Nghệ An. Tại đây, ve sầu được bắt sau khi vừa lột xác và rang vàng với các loại gia vị trở thành một món đặc sản. Thân ve sầu bên trong mềm, vỏ ngoài giòn ngậy. Hương vị thơm ngon và giàu chất dinh dưỡng, Khi cắn miếng ve sầu có cảm giác rất khoái, vừa giòn tan vừa mềm ngậy.[8]
- Mọt cọ châu Phi: Là một món ăn phổ biến trong nhiều bộ lạc ở châu Phi, sâu đục cọ được dân bản xứ thu nhặt từ những thân cây cọ. Với chiều dài cơ thể khoảng 10 cm và chiều ngang 5 cm, loài mọt cọ rất dễ chiên vì cơ thể có nhiều chất béo dù chưa qua chế biến. Mọt cọ châu Phi là nguồn cung cấp một số chất dinh dưỡng như kali, kẽm, sắt và phosphor, cũng như một số amino acid và không bão hòa đơn lành mạnh và các axit béo không bão hòa.
- Bọ xít hay Bọ bốc mùi (Hemiptera Order): Loài này lại đang được tiêu thụ nhiều trên phạm vi châu Á, Nam Mỹ và châu Phi, là thực phẩm xuyên suốt châu Á, Nam Mỹ và châu Phi. Bọ xít được xác định là loài côn trùng giàu những chất dinh dưỡng quan trọng như protein, sắt, kali và phosphor. Loài bọ xít khi gặp nguy hiểm thường tiết ra một mùi hôi rất độc hại. Chúng thường không được ăn sống nếu đầu hoặc bộ phận tiết mùi hôi không bị bỏ đi. Bọ xít còn có thể được chế biến bằng cách rang, hoặc ngâm trong nước và phơi khô. Ngoài ra, nước có chất hôi của bọ xít sẽ mang tác dụng như một loại thuốc trừ sâu giúp đuổi mối. Với những người ở miền quê hay miền núi, bọ xít luôn là một món ngon hấp dẫn. Bọ xít sống dựa vào tinh chất của cây nên rất giàu dinh dưỡng.[8]

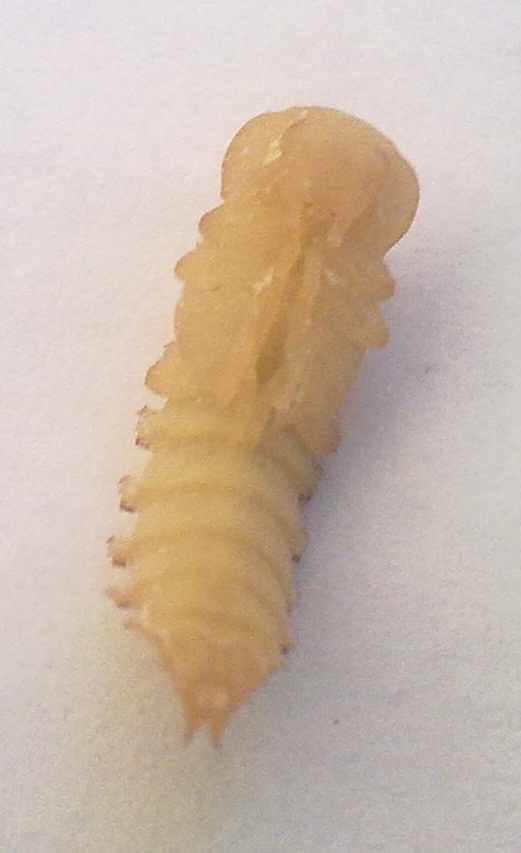
Sâu bột

- Sâu bột: (Tenebrio molitor) Sâu bột là ấu trùng của bọ cánh cứng và là loài côn trùng duy nhất được phương Tây tiêu thụ. Phát triển mạnh trong môi trường khí hậu ôn đới, loài sâu này được nuôi ở Hà Lan để làm thức ăn cho con người và gia súc. Giá trị dinh dưỡng mà sâu bột đem lại là rất lớn bao gồm đồng, natri, kali, sắt, kẽm và selen. So với thịt bò, sâu bột cung cấp hàm lượng protein tương đương nhưng nhiều hơn về hàm lượng các chất béo không bão hòa.
- Dế béo như tôm sú, ngọt như thịt cua, vừa thơm ngon vừa bổ dưỡng lại chữa được nhiều bệnh như đau nhức, tê thấp, béo phì…Dế trắng chân phía dưới có màu trắng, thơm ngon và ngọt thịt hơn dế đen và dế cơm. Thả những con dế tươi rói, béo ngậy vào chảo dầu nóng già cùng với thịt ba chỉ thái nhỏ và lá chanh.
- Bọ hung nào cũng ăn được mà phải là loại sống ở phân trâu trên rừng, những loại khác không thể làm món ăn được. Những con bọ hung nhỏ bằng đầu ngón tay được mang về nuôi trong thùng từ 1-2 ngày bằng cám gạo để chúng thải ra hết phân trâu trong ruột. Khi ruột bọ hung hoàn toàn sạch, có thể chế biến thành nhiều như xào măng hay rang lên nhắm rượu hoặc ăn cùng cơm.
- Bọ cạp là món ngon được ưa chuộng tại nhiều nước. Bọ cạp chiên nguyên con giòn tan, vừa ngon. Bò cạp còn có thể chế biến thành nhiều món ăn khác nhau... Tuy nhiên có một số loài có độc mạnh không thể ăn được nên cẩn thận đề phòng trước khi ăn thịt bò cạp phải chắc chắn là nó không có độc. Nên làm ăn sau khi mấy ngày bắt về, rửa sạch các chất độc và sau khi chín bỏ thêm hương vị tuy theo sở thích mỗi người, nhiều người nghĩ bụng của bò cạp là ngon nhất. Món bò cạp đa số được bán ở các vùng. Bò cạp hiện có bán tại một số nơi với giá 30.000 đồng cho 10 con. Vì môi trường thay đổi nên một số loài bọ cạp đang có nguy cơ bị tuyệt chủng và có thể ảnh hưởng tới nền nông nghiệp vì bọ cạp là loài ăn các loài côn trùng có hại cho nông sản.[9]